# Sørvágsvatn
Das Sørvágsvatn  bzw. Leitisvatn ist mit 3,56 km² der größte Binnensee der Färöer und liegt im Süden der Insel Vágar.

## Name(n)
Der Name ist grammatisch sächlich, da vatn (vgl. deutsch: Wasser) sächlich ist.
Am Westufer heißt der See nach dem westlich liegenden Ort Sørvágur Sørvágsvatn, am Ostufer Leitisvatn. In der Mitte des Sees verläuft die Kommunengrenze zu Miðvágur im Osten.
Im Volksmund wird das Gewässer einfach nur Vatnið (der See) genannt.

## Geografie

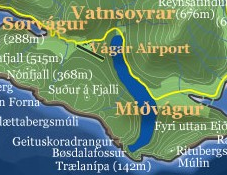
Im Westen sagt man Sørvágsvatn, im Osten Leitisvatn. Also einigte man sich im Volksmund auf Vatnið, den See

Sørvágsvatn/Leitisvatn liegt auf 32 Metern Höhe im Süden der Insel Vágar. Der See erstreckt sich von Norden nach Süden auf einer Länge von etwa 6 Kilometern und ist maximal 800 Meter breit. Mit 59 Metern Tiefe ist er gleichzeitig der tiefste See der Färöer. Sein tiefster Punkt liegt demnach 27 m unter dem Meeresspiegel.
Im Süden wird er durch den Bach Bøsdalaá und den anschließenden Wasserfall Bøsdalafossur in den Nordatlantik entwässert. Dieser Umstand führt dazu, dass auf einigen (Übersichts)karten der Eindruck entsteht, der See besäße einen Zugang zum (bzw. vom) Meer, und wäre daher eine Art Fjord. Der Bøsdalafossur stürzt jedoch 32 Meter tief senkrecht ins Meer. An diesem Südküstenabschnitt befindet sich auch das Kliff Trælanípa.
Am entgegengesetzten Nordufer des Sees befindet sich der Ort Vatnsoyrar; es ist der einzige Binnenort der Färöer. An dieser Stelle befindet sich der einzige Sandstrand des Sees, während das restliche Ufer steinig ist.

## Freizeit und Tourismus

Das Südufer des Sees liegt in 32 m Höhe direkt am und über dem Meer

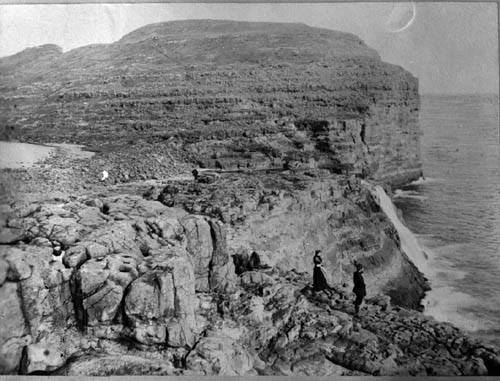
Der Bøsdalafossur bildet den Abfluss des Sees in den Atlantik. (Foto von 1899)

An beiden Ufern des Sees verläuft ein Wanderweg. Wer den See im Süden umrunden will, braucht am besten Gummistiefel, auch wenn dort eine Art Weg aus einzelnen Steinen besteht, auf denen man die Bøsdalaá überqueren kann. Die relativ leichte Tour bietet einem Ausblick auf Koltur, Hestur, Sandoy, Skúvoy und bei guter Sicht auch auf Suðuroy.
Diese Ecke der Färöer gilt als eine der landschaftlich reizvollsten, hat man hier doch fast alle typischen färöischen Landschaftsformen an einer Stelle: Den See, den Bach, den Wasserfall, das Meer; flache Weiden und grasbewachsene Berghänge; flachen Klippenstrand und schroffe Steilfelsen; freistehende Felssäulen und Schären; gepaart mit Vögeln, Pflanzen, Schafen und oft auch Robben.
Für Liebhaber des Reitsports können vor Ort entsprechende Touren organisiert werden. Das Hotel Vágar liegt in unmittelbarer Nähe sowohl des Flughafens Vágar als auch des Sees. Die Straße 40 führt an einer Teilstrecke direkt am nördlichen Ostufer entlang.
Der fischreiche See gilt unter Anglern als attraktives Revier. Besonders der Wandersaibling und die färöische Forelle (Salmo trutta faroensis) sind hier häufig. Hier wird auch von Booten aus geangelt. Angelscheine können bei der Touristeninformation Kunningarstova Vágar in Miðvágur erworben werden.
Seit Sommer 2005 werden erstmals auch Touristentouren per umgebautem Motorboot auf dem See angeboten. Die knapp dreistündige Tour geht über die ganze Länge des Sees bis zum Wasserfall, wo man eine Stunde Landgang hat, bevor auf dem Rückweg geangelt wird.

## Geschichte
Als die Färöer im Zweiten Weltkrieg von Großbritannien besetzt waren, diente der See als Flugplatz für Wasserflugzeuge. Bald darauf wurde an seinem Westufer der Flughafen Vágar gebaut.